# Novosilka, Cerneahiv
Novosilka (în ucraineană Новосілка) este un sat în așezarea urbană Cerneahiv din raionul Cerneahiv, regiunea Jîtomîr, Ucraina.

## Demografie
Componența lingvistică a localității Novosilka
     Ucraineană (98,29%)
     Rusă (1,24%)
     Alte limbi (0,47%)
Conform recensământului din 2001, majoritatea populației localității Novosilka era vorbitoare de ucraineană (98,29%), existând în minoritate și vorbitori de rusă (1,24%).